# Prenton
Prenton – miasto w Anglii, w hrabstwie ceremonialnym Merseyside, w dystrykcie metropolitalnym Wirral. Leży 5 km na południowy zachód od centrum Liverpoolu i 287 km na północny zachód od Londynu. W 2001 miejscowość liczyła 14 429 mieszkańców.